# Trappistinnen
Trappistinnen werden umgangssprachlich die weiblichen Angehörigen des Trappistenordens, eigentlich Zisterzienser der strengeren Observanz (Ordenskürzel: OCSO), genannt. Die Zisterzienserinnen der strengeren Observanz sind ein monastischer Orden, dessen Angehörige in päpstlicher Klausur leben. Diese kontemplative Lebensweise hat ihren Ursprung in dem Bestreben, das Leben ganz Gott zuzuwenden. Der Regula Benedicti folgend wechseln im Tagesablauf Zeiten des Gebets, der Lectio divina und der Arbeit ab. Organisatorisch sind die Trappistinnen und die Trappisten unter der gemeinsamen Leitung eines Generalabtes miteinander verbunden.
In Deutschland gibt es zwei Trappistinnenklöster. Das ältere ist die Abtei Maria Frieden bei Dahlem (Nordeifel), seit 2022 in Steinfeld (Kall). Die Abtei wurde 1952 von den Mönchen der Abtei Mariawald gegründet und 1953 von Schwestern der Abtei Konigsoord in den Niederlanden besiedelt. Die Nonnen der Abtei Maria Frieden besiedelten 1971 auch die Klause Egg in Heiligenberg (Bodenseekreis). 1984 wurde in der Nähe von Dannenfels am Donnersberg in der Nordpfalz von zwei Trappistinnen der Abtei Maria Frieden das Kloster Gethsemani gegründet.